# 1997年8月逝世人物列表
1997年逝世人物列表：1月 - 2月 - 3月 - 4月 - 5月 - 6月 - 7月 - 8月 - 9月 - 10月 - 11月 - 12月
1997年8月逝世人物列表，是用於匯總1997年8月期間逝世人物的列表。

## 依日期排序

### 1日
- 安赫爾·阿庫尼亞，78歲，墨西哥籃球運動員。
- 肯尼斯·比爾比，78歲，美國RCA高管，死於白血病。[1]
- 伯塔·阿爾維斯·德索薩，91歲，葡萄牙鋼琴家和作曲家。
- 恩基拉特凯尔·埃特皮森，72歲，帕勞政治家。
- 勞倫斯·亞歷山大·西德尼·詹森，72歲，澳大利亞分類植物學家，死於癌症。
- 永山则夫，48歲，日本瘋狂殺手和小說家，處以絞刑。
- 斯维亚托斯拉夫·里希特，82歲，烏克蘭鋼琴家，心臟病發作而死。[2]
- 珍妮特·G·特拉維爾，95歲，美國醫生和醫學研究員，心力衰竭而死。[3]
- 漢斯·馮·勒克，86歲，二戰期間的德國國防軍軍官。[4]
- 黄蒙田，80歲，中國美術史論家、漫畫史論家

### 2日
- 威廉·柏洛茲，83歲，美國作家及藝術家[5]
- 約翰丘徹，91歲，英國陸軍軍官
- 安東尼斯·達格利斯，希臘連環殺手
- 喬伊斯·丁威爾，89歲，澳洲作家[6]
- 費姆·易卜拉欣，61歲，阿爾巴尼亞作曲家
- 哈拉爾德·基勒，92歲，挪威畫家[7]
- 詹姆斯·克吕斯，71歲，德國兒童文學作家[8]
- 费拉·库蒂，58歲，尼日利亞音樂家和人權活動家[9]
- 弗蘭克·埃利斯·史密斯，79歲，美國政治家[10]
- 里卡多·穆尼奧斯·蘇艾，79歲，西班牙電影導演、製片人和編劇[11]
- 米歇爾·普約爾，46歲，法國知識分子、女權主義者及人權活動者
- 雷德溫·威廉姆斯，80歲，威爾斯詩人、小說家和浸信會牧師

### 3日
- 彼得·A·卡拉瑟斯，62歲，美國物理學家[12]
- 瓊·埃里克森，94歲，奧地利裔加拿大作家、教育家和舞蹈民族志學家[13]
- 姆拉登·科什查克，60歲，克羅地亞男子足球運動員[14]
- 皮埃德羅·里祖托，62歲，加拿大政治家
- 尼尔玛尔·钱德拉·辛哈，85/86歲，印度藏學家

### 4日
- 賀拉斯·布里斯托爾，88歲，美國攝影師[15]
- 迪克·布什，65歲，英國電影攝影師[16]
- 讓娜·卡爾芒，122歲，法國超級人瑞[17]
- 湯姆·埃克斯利，82歲，英國海報藝術家及設計教師[18]
- 尼古拉斯·霍夫，91歲，匈牙利裔美國航天工程師[19]
- 吉恩·約翰遜，61歲，美國欖球運動員[20]
- 勞埃德·馬歇爾，83歲，美國轻重量级拳擊手
- 阿里爾莫恩，74歲，美國籃球運動員[21]
- 雷倫弗洛，67歲，美國欖球運動員[22]
- 西德尼·西蒙，80歲，美國畫家、雕塑家和壁畫家[23]
- 亞歷山大·楊，58歲，蘇格蘭音樂家

### 5日
- 克拉倫斯·凱利，85歲，美國政治家及聯邦調查局局長[24]
- 保羅·穆勒，77歲，丹麥保守黨人民黨政治家[25]
- 唐·斯蒂爾，61歲，美國唱片騎師[26]
- 小邁克爾·J·塔利，64歲，美國律師和政治家[27]

### 6日
- 蘭斯·巴納德，78歲，澳洲政治家及外交官[28]
- 瑪麗亞·安東尼亞·貝魯齊，67歲，意大利女演員
- 比倫德拉·庫馬爾·巴塔查里亞，72歲，印度作家
- 辛基夏，56歲，韓國政治家，在大韓航空801號班機空難中喪生[29]
- 於爾根·庫琴斯基，92歲，德國經濟學家[30]
- 湯姆·諾曼頓，80歲，英國政治家
- 约翰·波特，93歲，加拿大男子冰球運動員[31]
- 塞羅爾·保羅·威爾斯，89歲，美國古生物學家[32]
- 波拉·厄茲圖爾克，42歲，土耳其男子足球運動員

### 7日
- 魯道夫·布呂格爾，70歲，德國政治家及聯邦議院議員
- 朱爾斯·戈德休斯，92歲，比利時賽車手
- 凱·哈勒，93歲，美國記者、作家和二戰战略情报局特工[33]
- 伊麗莎白·亨根，德國歌劇女中音和演員
- 沃爾克·普雷希特爾，55歲，德國演員[34]

### 8日
- 約瑟夫·阿奎利納，78歲，馬爾他作家及語言學家
- 奧維爾·H·漢普頓，80歲，美國編劇[35]
- 達達尼爾·布雷肯布里奇，79歲，美國爵士音樂家
- 柏拉圖·馬洛澤莫夫，87歲，俄裔美國工程師及商人，死於充血性心力衰竭。[36]
- 保罗·鲁道夫，78歲，美國建築師，死於腹膜間皮瘤。[37]

### 9日
- 道格·亞當斯，47歲，美國橄欖球運動員。[38]
- 马克斯·布勒施，89歲，瑞士手球運動員和奧運選手。[39]
- 加布里埃爾·卡坦德，73歲，法國演員。[40]
- 赫伯特·德索薩，61歲，美國社會學家和活動家，死於愛滋病相關併發症。[41]
- 伊尔波·科斯凯拉，52歲，芬蘭冰球運動員。[42]
- 陈大义，83歲，越南科學家和軍事工程師。

### 10日
- 彼得·布列斯特魯普，66-67歲，美國記者[43]
- 瓦列里·查普季諾夫，52歲，俄羅斯政治家。
- 羅伊·奇普曼，40歲，美國籃球教練，死於結直腸癌。
- 馬盧·加蒂卡，75歲，智利女演員和歌手。
- 威廉·喬迪，80歲，美國建築歷史學家。[44]
- 史蒂夫·克拉夫特切克，68歲，加拿大冰球運動員。
- 讓-克洛德·勞松，43歲，加拿大電影製片人和編劇，死於航空事故。[45]
- 卡爾頓·莫斯，88歲，美國編劇、演員和電影導演。[46]
- 康倫·南卡羅，84歲，美籍墨西哥作曲家。[47]
- 鮑勃·韋爾伯恩，69歲，美國賽車手。
- 喬治·扎梅斯，63歲，波蘭裔加拿大控制理論家和教授。

### 11日
- 米克薩·邦迪，79歲，匈牙利拳擊手。[48]
- 伯特·麥克塔加特，81歲，澳大利亞足球運動員。[49]
- 弗蘭克·皮爾森，77歲，美國黑人聯盟棒球運動員。[50]
- 雅克·羅伯特，76歲，法國作家、編劇和記者。[51]

### 12日
- 路德·艾利森，57歲，美國藍調吉他手[52]
- 安娜·巴拉基安，82歲，亞美尼亞裔美國比較文學教授，死於充血性心力衰竭。[53]
- 雷克斯·巴尼，72歲，美國棒球運動員。[54]
- 戈斯塔·博曼，86歲，瑞典政治家。[55]
- 傑克·德拉諾，83歲，美國攝影師[56]
- 基思·哈珀，70歲，澳大利亞足球運動員。
- 羅伯特·赫茨龍，58歲，匈牙利出生的語言學家。[57]
- 古爾山·庫瑪律，41歲，印度商人和電影製片人，被謀殺。
- 迪克·馬克思，73歲，美國爵士鋼琴家和編曲家，死於車禍。
- 馬里奧·蒙托里，77歲，義大利電影攝影師和畫家。
- 安倍·紐伯恩，77歲，美國人才經紀人和戲劇製作人，死於充血性心力衰竭。[58]
- 山姆·諾魯申古，52歲，南非學者，死於癌症。
- 倫·諾里斯，83歲，加拿大社論漫畫家。
- 阿基里斯·帕帕佩特魯，90歲，希臘理論物理學家。
- 小阿爾伯特·史密斯，65歲，美國政治家。
- 康拉德·馮·莫洛，90歲，奧地利電影製片人和編輯。[59]
- 阿裡·亞塔，76歲，摩洛哥共產黨領導人。

### 13日
- 弗拉基米爾·格里博夫，67歲，蘇聯和俄羅斯理論物理學家。[60]
- 羅伯特·L·萊格特，71歲，美國政治家。[61]
- 迪克·馬瑟，56歲，加拿大政治家，心臟病發作而死。
- 埃米爾·莫斯巴赫，75歲，美國帆船運動員，美國禮賓處處長，死於癌症。[62]
- 哈洛·羅瑟特，89歲，美國奧運鉛球推桿。[63]
- 瑪喬麗·萊內特·西格利，68歲，英國藝術家，作家，女演員，編舞和戲劇導演，死於癌症。[64]
- 卡雷爾·魏特，88歲，英國畫家。[65]

### 14日
- 約翰·艾略特，79歲，英國小說家、編劇和電視製片人。[66]
- 查理·弗萊明，70歲，蘇格蘭足球運動員。
- 戴安娜·E·福賽斯，49歲，美國人類學研究員[67]
- 弗雷德里克·卡爾·加爾達，79歲，美國律師和政治家。[68]
- 喬治·菲斯特，78歲，美國棒球運動員和教練，死於心臟病發作。[69]
- 圭多·温琴齐，65歲，意大利男子足球運動員，死於肌萎缩性脊髓侧索硬化症。[70]

### 15日
- 艾達·格哈特，92歲，荷蘭作家和詩人。[71]
- 雷·希瑟頓，88歲，美國歌手，百老匯演員和電視名人，死於阿爾茨海默病。[72]
- 盧布卡·科萊薩，95歲，加拿大-烏克蘭鋼琴家和教育家。[73]
- 劳伦斯·摩根，82歲，澳大利亞足球運動員，馬術運動員和奧運選手。[74]
- 史蒂夫·普魯斯基，73歲，加拿大足球運動員。
- 戴夫·所羅門，84歲，斐濟-紐西蘭橄欖球運動員和教練。
- 切斯克·扎德亞，70歲，阿爾巴尼亞作曲家。[75]

### 16日
- 亞尼克·杜普雷，24歲，加拿大冰球運動員，死於白血病。
- 努斯拉·法帖·阿里·汗，48歲，巴基斯坦Qawwali音樂家，死於心臟病發作。[76]
- 阿爾夫·馬蘭德，80歲，挪威演員。
- 梅田麻里子，29歲，日本女子職業摔跤手，死於摔跤事故。[77]
- 雅克·波萊特，75歲，法國賽車手。
- 唐恩·雷諾茲，76歲，加拿大鄉村音樂歌手和約德爾人。[78]
- 亨德里克·范登伯格，82歲，南非警官。
- 羅傑·弗里尼，77歲，法國作家。[79]

### 17日
- 伯納姆·伯納姆，61歲，澳大利亞原住民活動家、演員和作家，患有心臟病而死。[80]
- 馬格尼，85歲，義大利自行車運動員。[81]
- 唐·歐文斯，65歲，美國橄欖球運動員。[82]
- 大衛·史懷哲，72歲，以色列足球運動員和經理。
- 理查·斯卡拉克，74歲，美國生物醫學工程先驅。[83]

### 18日
- 布拉帕斯·乍魯沙提恩，84歲，泰國軍官和政治家。
- 費多爾·漢澤科維奇，84歲，克羅埃西亞電影導演。
- 唐·奈特，64歲，英國演員，死於中風。[84]
- 玛丽亚·普里马琴科，89歲，烏克蘭民間藝術畫家。
- 弗蘭克·P·桑德斯，78歲，美國海軍副部長（1972-73）。
- 羅伯特·斯文森，40歲，美國職業摔跤手和演員，死於心力衰竭。
- 哈裡·R·威爾曼，98歲，美國學者。[85]

### 19日
- 凱薩琳·科德爾，82歲，美國女演員，死於肺氣腫。[86]
- 吉姆·卡徹，83歲，美國橄欖球運動員。[87]
- 羅布森·洛，92歲，英國集郵家、郵票轉銷商和郵票拍賣師。
- 彼得·諾瓦克，51歲，捷克搖滾音樂家，中毒身亡。
- 馬里奧·維拉德，57歲，墨西哥足球運動員。[88]

### 20日
- 诺里斯·布拉德伯里，88歲，美國物理學家[89]
- 威廉·漢弗萊，73歲，美國作家[90]
- 里奧·賈菲，88歲，美國電影主管。[91]
- 鮑勃·斯威澤，83歲，美國發明家，商人和環保主義者[92]

### 21日
- 米萨埃尔·帕斯特拉纳·博雷罗，73歲，哥倫比亞總統。[93]
- 薩默斯·考克斯，86歲，紐西蘭賽艇運動員和奧運選手。[94]
- 阿卜杜勒·拉希姆·加福爾扎伊，阿富汗政治家和外交官
- 讓·霍斯利，84歲，紐西蘭藝術家。
- 威廉·喬普林，86歲，義大利裔英國麻風病學家。[95]
- 尤里·尼庫林，75歲，蘇聯/俄羅斯演員和小丑[96]

### 22日
- 加列拉公爵阿爾瓦羅·德·奧爾良，87歲，西班牙貴族和嬰兒。[97]
- 詹姆斯·埃德蒙·傑弗里斯，72歲，美國政治家。
- 詹姆斯·詹森，81歲，美國空軍軍官。[98]
- 弗朗索瓦·拉切納爾，79歲，瑞士出版商和外交官。[99]
- 愛德華多·洛佩斯，79歲，葡萄牙公路和場地自行車運動員[100]
- 马蒂·西帕拉，89歲，芬蘭運動員。[101]
- 羅賓·斯克爾頓，71歲，英裔加拿大學者、作家、詩人和人類學家。[102]
- 瑪麗·路易士·史密斯，82歲，美國政治家和女權活動家[103]
- 布倫丹·史密斯，70歲，北愛爾蘭羅馬天主教神父，被定罪的兒童騷擾者，心臟病發作而死。
- 維吉爾·瓦格納，75歲，加拿大足球運動員。
- 羅伊·齊默爾曼，79歲，美國橄欖球運動員。[104]

### 23日
- 邁克·卡爾霍恩，40歲，美式足球運動員[105]
- 埃里克·蓋里，75歲，格林納達總理（1974-1979）。
- 巴迪·哈塞特，85歲，美國棒球運動員[106]
- 露西·薩默維爾·霍沃斯，102歲，美國律師、女權主義者和政治家。[107]
- 约翰·肯德鲁，80歲，英國分子生物學家，諾貝爾化學獎獲得者。[108]
- 埃琳娜·馬約洛娃，39歲，蘇聯和俄羅斯女演員，燒傷而死。
- 讓·波佩倫，72歲，法國政治家。[109]
- 扬·谢伊纳，70歲，捷克斯洛伐克陸軍少將和叛逃者。[110]

### 24日
- 維爾納·阿布羅拉特，73歲，德國演員。[111]
- 大衛·安西洛托，23歲，義大利籃球運動員[112]
- 哈迪亚尔·贝恩斯，58歲，印度裔加拿大微生物學講師和共產主義政治家[113]
- 雷克斯·埃爾斯沃思，89歲，美國純種馬飼養員。
- 路易士·埃森，88歲，英國物理學家。
- 太特·蒙托留，64歲，西班牙爵士鋼琴家[114]
- 佐菲亞·萊德特，86歲，波蘭攝影師。
- 小埃德加·香農，79歲，美國大學主任。[115]
- 路易吉·维洛雷西，88歲，義大利賽車手。

### 25日
- 克洛多米罗·阿尔梅达，74歲，智利政治家[116]
- 毛羅·克里斯托法尼，56歲，語言學家和伊特魯里亞研究研究員。[117]
- 穆里爾·法蘭西斯·達納，80歲，美國默片時代的童星。
- 彼得·迪斯，67歲，英國舞台導演。[118]
- 詹姆斯·古爾德，83歲，紐西蘭賽艇運動員。
- 卡爾·理查·雅各比，89歲，美國記者和作家。[119]
- 富雷亞·科拉爾，87歲，土耳其陶瓷藝術家。[120]
- 村山乃惠，67歲，墨西哥演員。
- 比詹·納吉迪，55歲，伊朗作家和詩人。
- 羅伯特·平格，78歲，法國先鋒派作家。[121]
- 卡米拉·斯皮拉，91歲，德國女演員。[122]
- 維塔利·圖列涅夫，60歲，蘇聯和俄羅斯畫家、視覺藝術家和藝術教師。

### 26日
- 馬塞洛·阿利普蘭迪，63歲，義大利電影導演[123]
- 霍恩格蘭丁寧，85歲，英國電影攝影師。
- 威廉·肯尼斯·基爾南，81歲，加拿大商人和政治家。
- 布倫丹·麥卡錫，52歲，美式橄欖球運動員[124]

### 27日
- 索蒂里亞·貝盧，76歲，希臘歌手[125]
- 莎莉·布萊恩，87歲，美國女演員[126]
- 应昌期，79歲，中國實業家和圍棋選手，死於癌症。
- 約翰內斯·埃德費爾特，92歲，瑞典作家、詩人和文學評論家。[127]
- 諾埃爾·亨德森，69歲，北愛爾蘭橄欖球運動員。
- 詹姆斯·琳賽，90歲，英國政治家。
- 迪克·N·盧卡斯，77歲，美國動畫師
- 撒母耳·A·皮普爾斯，79歲，美國作家，死於癌症。[128]
- 布兰登·塔奇科夫，48歲，美國電視主管[129]

### 28日
- 弗蘭克·本克裡斯卡托，68歲，美國音樂會樂隊指揮和作曲家。[130]
- 喬伊斯·艾伯特，64歲，美國女演員[131]
- 維爾納·米思，85歲，美國橄欖球運動員。
- 彼得·斯普林特，51歲，英格蘭足球運動員[132]
- 拓見正，61歲，日本黑幫領主
- 勞埃德·湯普森，65歲，奈及利亞古典學家和學者。

### 29日
- 理查·科塔姆，72歲，美國政治學家，伊朗人和中央情報局特工。[133]
- 奧斯本·考爾斯，98歲，美國籃球運動員和教練。
- 坎薩里·哈爾德，86歲，印度政治家。[134]
- 魯道夫·皮奇邁爾，65歲，德國外科醫生。[135]
- 內莉·普羅諾，71歲，巴拉圭女演員，死於腦血管疾病。

### 30日
- 約翰·D·克雷格，94歲，美國作家、電影製片人和電視節目主持人。[136]
- 伏龍芝·多夫拉蒂安，70歲，亞美尼亞電影導演和演員。[137]
- 藤田敏也，65歲，日本電影導演、電影演員、編劇[138]
- 戴爾·路易斯，64歲，美國摔跤手和奧運選手。[139]
- 恩斯特·維利莫夫斯基，81歲，德國-波蘭足球運動員。
- 韦塞林·久拉诺维奇，72歲，黑山政治家。

### 31日
- 威爾·黑爾，81歲，美國演員[140]
- 海因茨·考夫曼，83歲，德國賽艇運動員。[141]
- 約翰·M·萊迪，83歲，美國國務院官員。[142]
- 蓮花·溫斯托克，54歲，美國單口喜劇演員、作家、音樂家和演員[143]
- 1997年阿爾瑪橋車禍中遇難者：[144]
  - 威爾斯王妃戴安娜，36歲，英國王室和活動家。[145]
  - 多迪·法耶兹，42歲，埃及電影製片人[146]
  - 亨利·保羅，41歲，法國司機。